# 22e cérémonie des American Film Institute Awards
La 22e cérémonie des American Film Institute Awards (AFI Awards), décernés par l'American Film Institute, récompense les dix meilleurs films sortis et les dix meilleures séries télévisées diffusées en 2021.

## Palmarès
Sauf indication contraire, les informations proviennent du site officiel de l'AFI

### Les 10 films récompensés
- Coda
- Don't Look Up : Déni cosmique
- Dune
- La Méthode Williams
- Licorice Pizza
- Nightmare Alley
- The Power of the Dog
- Tick, Tick...BOOM!
- Macbeth
- West Side Story

Prix spécial :
- Belfast
- Summer of Soul (…ou quand la révolution n'a pas pu être télévisée)

### Les 10 séries récompensées
- Hacks
- Maid
- Mare of Easttown
- Schmigadoon!
- Succession
- Ted Lasso
- The Underground Railroad
- WandaVision
- The White Lotus

Prix spécial :
- Squid Game